# Wejherowo
Wejherowo (kaschubisch Wejrowò; deutsch Neustadt in Westpreußen, zuvor Weyersfrey) ist eine Stadt im Powiat Wejherowski der Woiwodschaft Pommern in Polen.
Der Powiat und die Landgemeinde Wejherowo, zu der die Stadt selbst nicht zählt, haben ihren Verwaltungssitz in der Stadt Wejherowo.

## Geographische Lage
Die Stadt liegt in der historischen Landschaft Westpreußen, im breiten Urstromtal der Rheda, westlich der Danziger Bucht, auf einer Höhe von 30 m über der Ostsee,  etwa zwanzig Kilometer nordwestlich der Hafenstadt Gdynia (Gdingen).
Der nächste Flughafen befindet sich in 40 Kilometern Entfernung in Danzig.

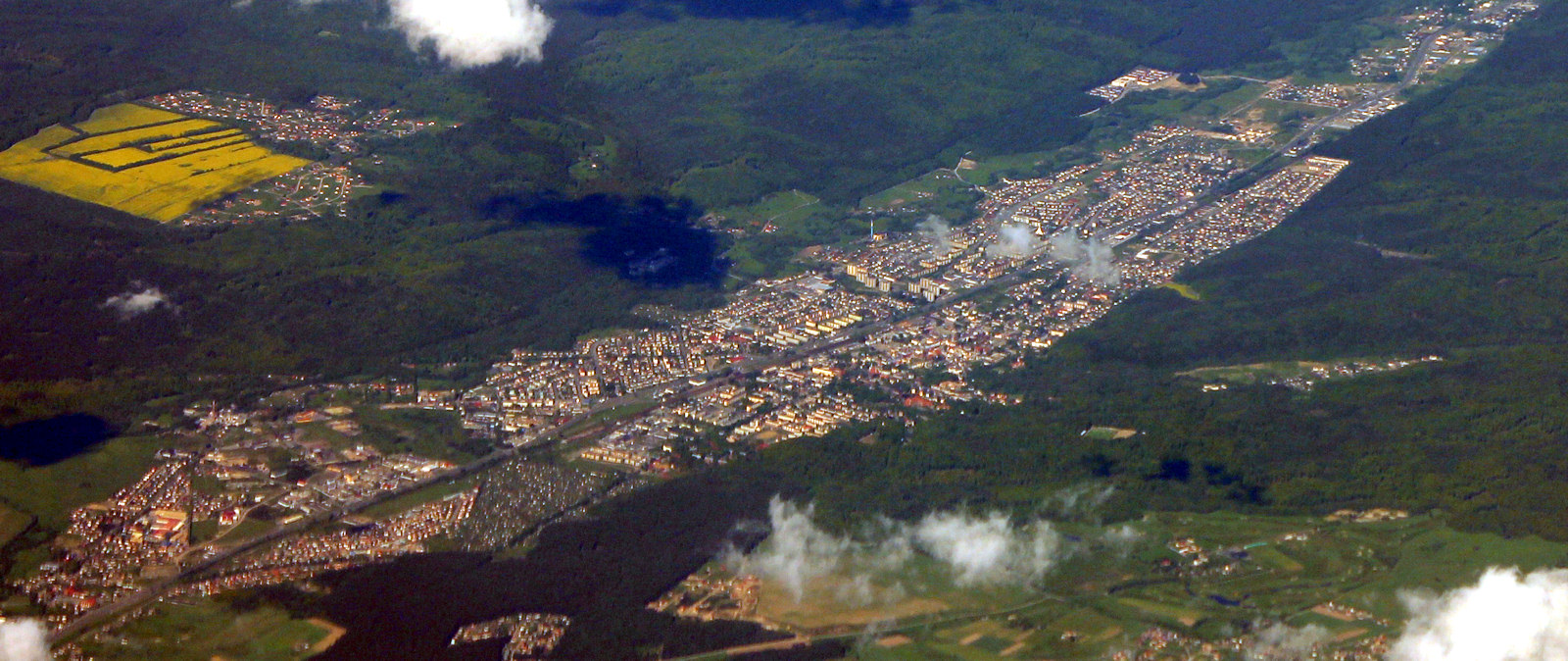
Stadtgebiet aus der Vogelperspektive

## Geschichte

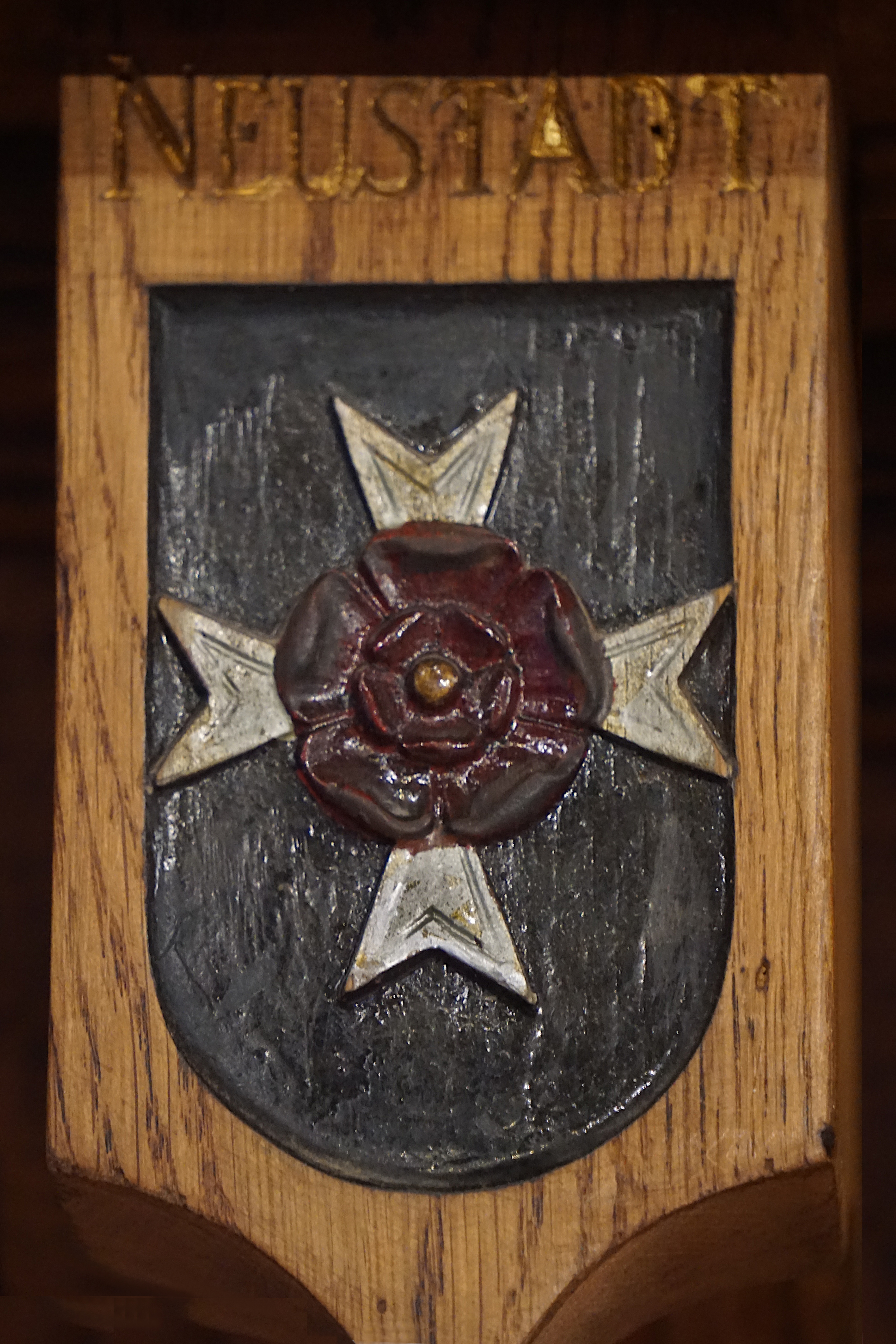
Wappen von Neustadt in Westpreußen im Plenarsaal des altstädtischen Rathauses in Danzig

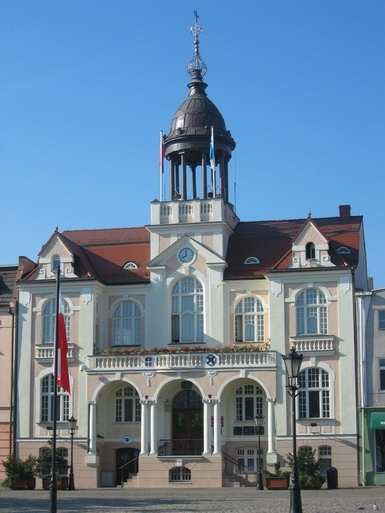
Rathaus, erbaut 1729

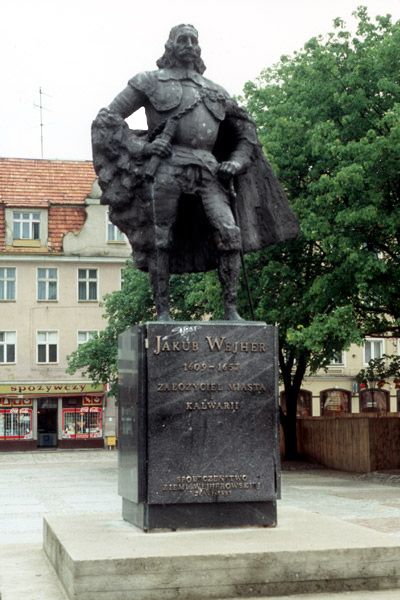
Jakob von Weiher – Gründer der Stadt

Von 1308 bis 1466 gehörte die Landschaft zum Deutschordensland Preußen und kam dann bei der Zweiteilung Preußens zum westlichen Teil, später auch als autonomes Polnisch-Preußen bekannt,  das sich freiwillig unter den Schutz der polnischen Krone begeben hatte.
Durch sein Dekret vom 16. März 1569 auf dem Lubliner Sejm kündigte König Sigismund II. August die Autonomie Westpreußens jedoch unter Androhung herber Strafen einseitig auf, weshalb die Oberhoheit des polnischen Königs in diesem Teil des ehemaligen Gebiets des Deutschen Ordens von 1569 bis 1772 als Fremdherrschaft empfunden wurde.
1576 kam die Siedlung Schmechau, nahe der späteren Stadt, unter die Herrschaft des Putziger Starosten Ernst von Weiher (aus der seit 1234 bekannten adligen Familie von Weiher).
Am 28. Mai 1643 gründete der Woiwode der Marienburg Jakob von Weiher die nach ihm benannte Siedlung Weyersfrey, Weihersfrei nahe dem Dorf Schmechau und errichtete im selben Jahr die Kirche zur Heiligen Dreifaltigkeit. Während der Belagerung von Smolensk 1633/34 hatte Jakob v. Weiher gelobt, zwei Kirchen zu errichten, wenn er die Belagerung überleben sollte. Die zweite Kirche war die Kirche der Heiligen Anna, die 1648 bis 1651 erbaut wurde. Zudem ließ Weiher einen Kreuzweg und Kalvarienberg mit 19 Kapellen errichten, deren Zahl sich später auf 26 erhöhte. In diesen Jahren kamen hierher auch Franziskaner (OFM). Weihersfrei wurde zu einem bekannten Wallfahrtsort.
Am 13. Januar 1650 erhielt die Stadt von Johann II. Kasimir das Stadtrecht nach preußischem Kulmer Recht. Sie war damit die einzige von einer Privatperson gegründete Stadt in Pommerellen, abgesehen von Topolno, das sein Stadtrecht bald wieder verlor. Im selben Jahr wurde das Rathaus errichtet, welches aber später mehrfach zerstört wurde. Ende des 17. Jahrhunderts war die Stadt Eigentum der Reichsfürsten-Familie Radziwill und nachfolgend der Sobieskis, unter ihnen auch König Johann III. Sobieski. Später wurde der Graf Przebendowski Eigentümer und nachfolgend der englische Konsul in Danzig, Alexander Gibson.
Im Jahr 1701 fanden in Neustadt Hexenprozesse statt.
1723 wird der nach dem Gründer benannte Ort Weihersfrei, früher auch Weyersfrey im Scriptorum Prutenicorum des preußischen Historikers David Braun aufgeführt.
Durch die erste polnische Teilung von 1772 kam das westliche Preußen mit dem Gebiet um Putzig und Neustadt unter Friedrich II. von Preußen zum Königreich Preußen. Im Jahr 1785 wird Neustadt oder Weyersfrey, polnisch Weyherowo oder Nusdz, als ein adliges Mediat-Städtchen mit einer katholischen Filialkirche von Gohra, einem Franziskaner-Reformaten-Kloster an der Rheda und Bialla und mit einer herrschaftlichen Mahl-, Walk- und Schneidemühle bezeichnet, das 130 Feuerstellen (Haushaltungen) aufweist.
1790 verkaufte der Konsul die Stadt an die Familie Keyserling. An der Schule der Stadt erteilten im Jahr 1816 drei Lehrer Unterricht.
1818 wurde Neustadt Sitz eines eigenen preußischen Landkreises Neustadt (Westpr.). Während dieser Zeit stieg der Anteil der deutschsprachigen Einwohner auf fast 50 % an (bei der preußischen Volkszählung von 1905 gaben 27.358 Bewohner Kaschubisch und 27.048 Deutsch als Muttersprache an). 1870 wurde die Stadt an das Eisenbahnnetz angeschlossen und erhielt eine direkte Verbindung nach Danzig und Stettin.
Nachdem die von Franziskaner-Gegenreformaten 1651 zu Neustadt gegründete Klosterschule 1826 eingegangen war, wurde 1857 in der Stadt ein Progymnasium  eröffnet, das 1861 zu einem vollständigen Gymnasium erweitert wurde. In der Stadt gab es am Anfang des 20. Jahrhunderts eine evangelische Kirche, zwei katholische Kirchen, eine Synagoge, ein evangelisches Schullehrerseminar, eine Präparandenanstalt, eine Oberförsterei und ein Amtsgericht.
Bis 1920 gehörte Neustadt zum Kreis Neustadt im Regierungsbezirk Danzig der Provinz Westpreußen des Deutschen Reichs.
Nach dem Ende des Ersten Weltkrieges musste der Kreis Neustadt, wie der größere Teil Westpreußens, aufgrund der Bestimmungen des Versailler Vertrags 1920 zum Zweck der Einrichtung des Polnischen Korridors an Polen abgegeben werden, ohne Volksabstimmung und mit Wirkung vom 20. Januar 1920. Neustadt wurde in Wejherowo umbenannt. 1921 erschien dort die Zeitung „Gazeta Kaszubska“ (Zeitung Kaschubiens).
Durch den Überfall auf Polen 1939 kam das völkerrechtswidrig annektierte Gebiet des Polnischen Korridors zum Deutschen Reich. Das Kreisgebiet mit der Stadt Neustadt in Westpreußen wurde in den Reichsgau Danzig-Westpreußen eingegliedert, zu dem Neustadt bis 1945 gehörte.
Noch vor dem 27. September 1939 wurden in Neustadt die Psychiatriepatienten der Provinzial-Irrenanstalt durch die deutschen Besatzer ermordet. Anschließend wurde in der betroffenen Klinik ein deutsches Lazarett eingerichtet.
In der Stadt waren ab 1940 mehrere Ersatztruppenteile der Wehrmacht untergebracht. Während der Zeit der Eingliederung der Stadt in den Reichsgau Danzig-Westpreußen war die polnische Untergrundorganisation Gryf Pomorski in der Gegend aktiv.
Gegen Ende des Zweiten Weltkriegs besetzte am 12. März 1945 die Rote Armee die Stadt, die damit wieder Teil Polens wurde. Die deutsche Minderheit wurde in der darauf folgenden Zeit größtenteils vertrieben.
Bei einer Verwaltungsreform 1975 verlor die Stadt den Sitz des Powiats, erhielt ihn aber bei einer erneuten Reform 1999 wieder.

### Demographie
| Jahr | Einwohnerzahl | Anmerkungen |
| 1776 | 0789          | in 129 Wohnhäusern |
| 1783 | ca. 700       | sämtlich Deutsche, evangelischer oder katholischer Konfession, in 130 Wohnhäusern |
| 1802 | 0921          | [ 9 ] |
| 1810 | 01107         | [ 9 ] |
| 1816 | 01021         | davon 297 Evangelische, 693 Katholiken und 31 Juden |
| 1821 | 01380         | [ 9 ] |
| 1827 | 0 1363        | [ 14 ] |
| 1831 | 01690         | [ 15 ] |
| 1845 | 01800         | [ 16 ] |
| 1852 | 02699         | [ 17 ] |
| 1867 | 03715         | am 3. Dezember |
| 1871 | 04144         | am 1. Dezember, davon 1677 Evangelische, 2282 Katholiken, 17 sonstige Christen und 168 Juden |
| 1875 | 04506         | [ 19 ] |
| 1880 | 04715         | [ 19 ] |
| 1890 | 05546         | davon 2336 Protestanten, 3039 Katholiken und 160 Juden (240 Polen) |
| 1905 | 08389         | davon 3044 Protestanten, 5171 Katholiken, 26 andere Christen und 148 Juden; nach anderen Angaben 8390 Einwohner, darunter 3160 Evangelische und 149 Juden                                                                               |
| 1910 | 9804          | am 1. Dezember, davon 6970 mit deutscher Muttersprache (3195 Evangelische, 3610 Katholiken, 142 Juden), 394 mit polnischer Muttersprache (393 Katholiken) und 2421 mit kaschubischer Muttersprache (drei Evangelische, 2418 Katholiken) |
| 1921 | 08786         | , davon 1800 Deutsche |
| 1943 | 16.490        | [ 21 ] |

| Jahr | Einwohnerzahl | Anmerkungen             |
| ---- | ------------- | ----------------------- |
| 1948 | 13.400        |                         |
| 1960 | 24.500        |                         |
| 1980 | 42.400        |                         |
| 2000 | 46.200        |                         |
| 2012 | 50.258        | Stand vom 30. Juni 2012 |

## Stadtgliederung
Die Stadt Wejherowo besteht aus folgenden Stadtteilen:
| Polnischer Name     | Kaschubischer Name | Deutscher Name |
| ------------------- | ------------------ | -------------- |
| Dzielnica Zachodnia |                    |                |
| Nanice              | Nańc               | Nanitz         |
| Śmiechowo           | Smiechòwò          | Schmechau      |
| Śródmieście         |                    | Stadtmitte     |

## Politik

### Stadtpräsident
An der Spitze der Stadtverwaltung steht der Stadtpräsident. Seit 1998 dies Krzysztof Hildebrandt, der mit seinem eigenen Wahlkomitee antritt. Die turnusmäßige Wahl im April 2024 führte zu folgenden Ergebnis:
- Krzysztof Hildebrandt (Wahlkomitee „Ich bevorzuge Krzysztof Hildebrandt für Wejherowo“) 43,5 % der Stimmen
- Marcin Bulczak (Koalicja Obywatelska) 39,0 % der Stimmen
- Wojciech Wasiakowski (Wahlkomitee „Gerechtigkeit für die Menschen von Wejherowo“) 17,5 % der Stimmen
- Tomir Ponka (Prawo i Sprawiedliwość) 11,1 % der Stimmen

In der damit notwendigen Stichwahl wurde Amtsinhaber Hildebrandt mit 52,3 % der Stimmen gegen den KO-Kandidaten Bulczek wiedergewählt.
Die turnusmäßige Wahl im Oktober 2018 führte zu folgenden Ergebnis:
- Krzysztof Hildebrandt (Wahlkomitee „Ich bevorzuge Krzysztof Hildebrandt für Wejherowo“) 55,7 % der Stimmen
- Rafał Szlas (Koalicja Obywatelska) 18,3 % der Stimmen
- Arkadiusz Szczygieł (Wahlkomitee für Wejherowo) 15,0 % der Stimmen
- Tomir Ponka (Prawo i Sprawiedliwość) 11,1 % der Stimmen

Damit wurde Amtsinhaber Hildebrandt bereits im ersten Wahlgang wiedergewählt.

### Stadtrat
Der Stadtrat umfasst 21 Mitglieder, die direkt gewählt werden. Die Wahl im April 2024 führte zu folgendem Ergebnis:
- Wahlkomitee „Ich bevorzuge Krzysztof Hildebrandt für Wejherowo“ 41,9 % der Stimmen, 10 Sitze
- Koalicja Obywatelska (KO) 40,9 % der Stimmen, 9 Sitze
- Wahlkomitee „Gerechtigkeit für die Menschen von Wejherowo“ 17,9 % der Stimmen, 2 Sitze

Die Wahl im Oktober 2018 führte zu folgendem Ergebnis:
- Wahlkomitee „Ich bevorzuge Krzysztof Hildebrandt für Wejherowo“ 39,5 % der Stimmen, 10 Sitze
- Koalicja Obywatelska (KO) 26,3 % der Stimmen, 5 Sitze
- Prawo i Sprawiedliwość (PiS) 19,7 % der Stimmen, 4 Sitze
- Wahlkomitee für Wejherowo 14,5 % der Stimmen, 2 Sitze

### Städtepartnerschaften
- Tyresö (Schweden)

## Kultur und Sehenswürdigkeiten

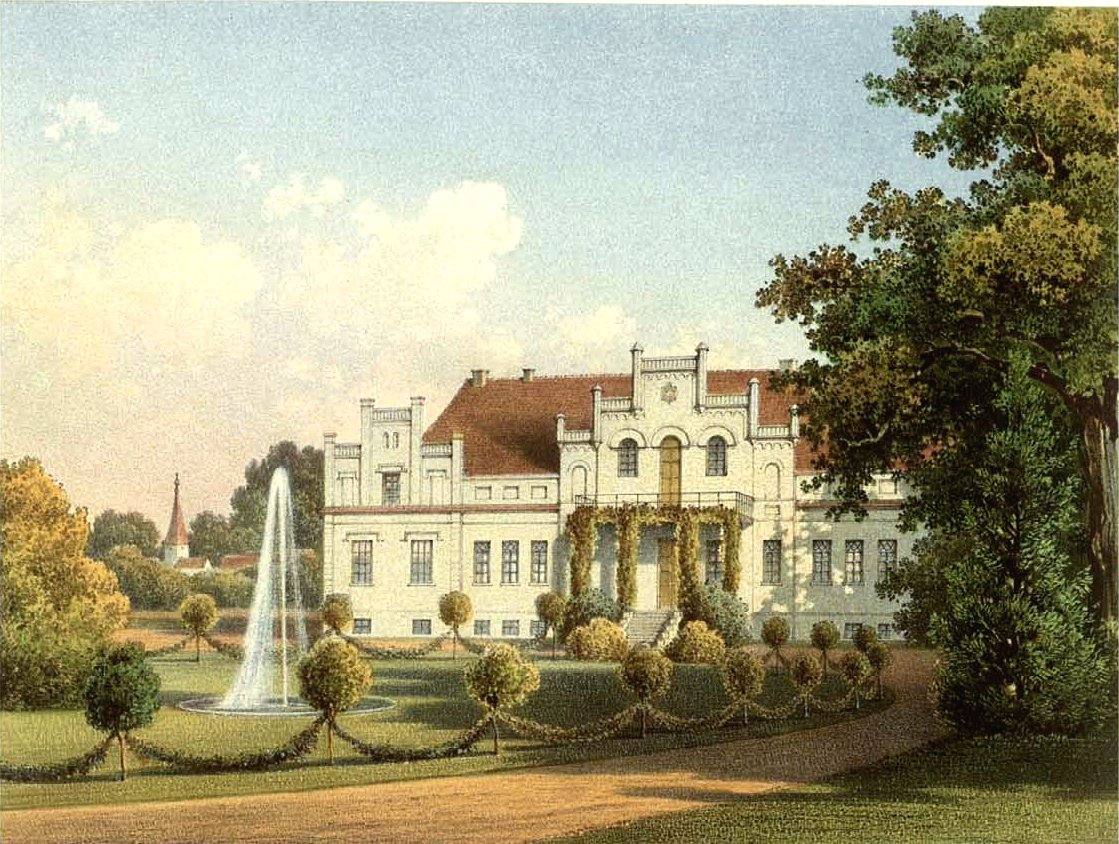
Schloss Neustadt um 1860, Sammlung Alexander Duncker

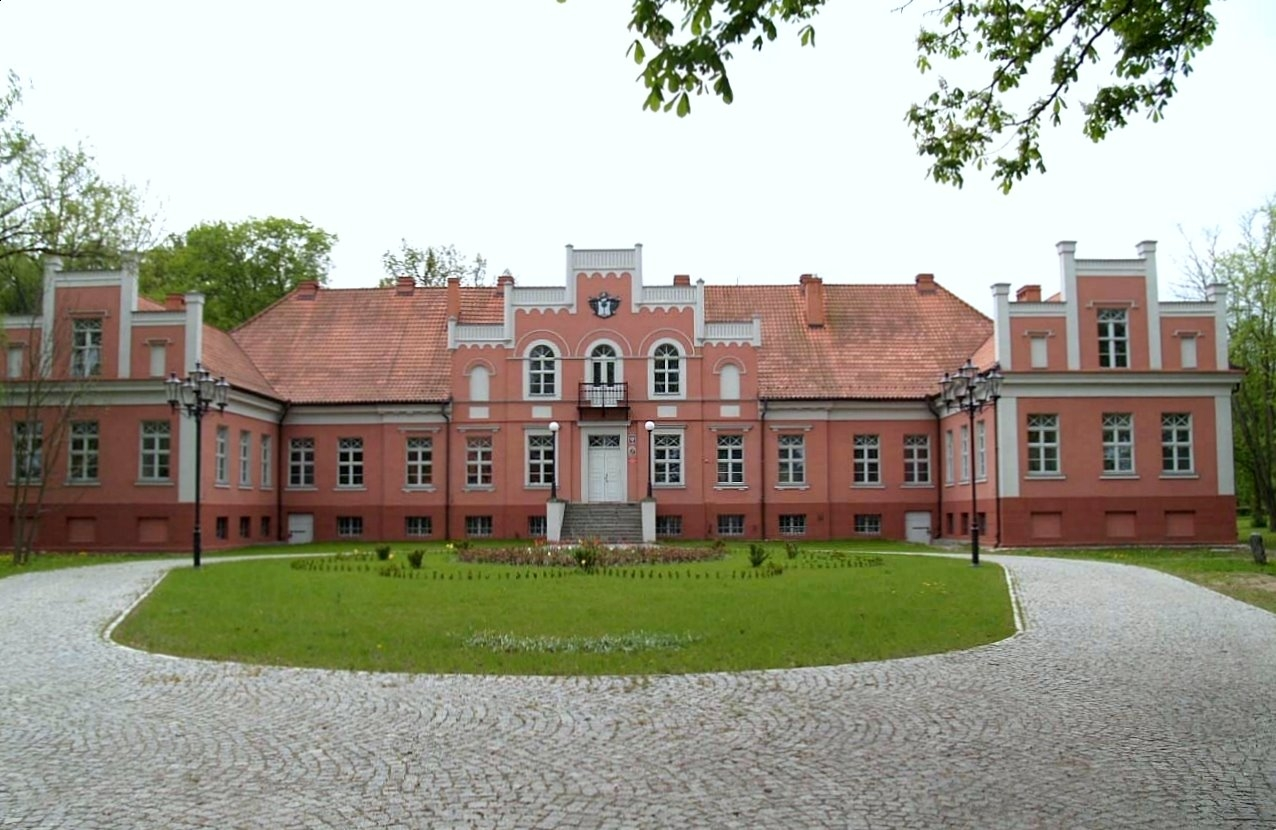
Schloss der Familien Przebendowski und Keyserling. Heute Sitz des kaschubischen Literatur- und Musikmuseums

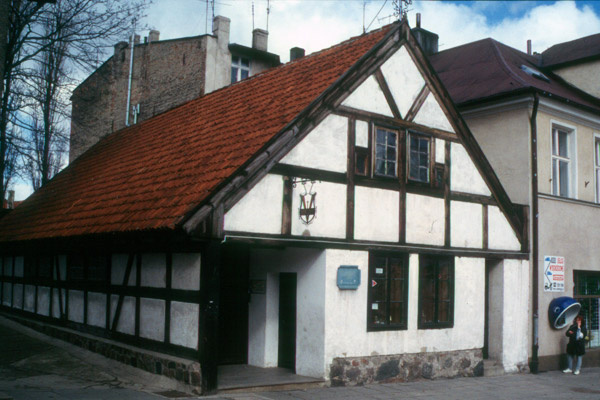
Altes Krankenhaus und Obdachlosenheim

Wejherowo nennt sich selbst die Geistige Hauptstadt der Kaschuben. Ein Ziel von Pilgern ist die Schutzheilige Wejherowos und seiner Umgebung, die Muttergottes, deren Heiligenbild 1999 von Johannes Paul II. gekrönt wurde.

### Bauwerke
- der Kalvarienberg
- das Schloss der Familie Keyserling
- das Rathaus, welches 1650 errichtet wurde, aber nach Zerstörungen seine heutige Architektur im Jahr 1908 erhielt
- die Stiftskirche zur Heiligen Dreifaltigkeit, welche 1643 errichtet wurde und bis 1972 vielfach umgebaut wurde
- die Klosterkirche St. Anna (17. Jahrhundert), deren Innenausstattung aus dem 18. Jahrhundert stammt

## Persönlichkeiten

### Söhne und Töchter der Stadt
- Ernst Danz (1822–1905), deutscher Pädagoge und Naturschützer
- Theodor von Wasielewski (1868–1941), deutscher Mikrobiologe, Hygieniker und Krebsforscher
- Paul Peter Rhode (1871–1945), US-amerikanischer katholischer Geistlicher, Bischof von Green Bay
- Julius Wohlgemuth (1874–1974), deutscher Pathologe und Biochemiker
- Hugo Blaschke (1881–1959), deutscher Zahnarzt und SS-Führer, Leibzahnarzt Adolf Hitlers
- Georg Lange (1883–1970), deutscher Chirurg und Röntgenologe
- Hubert Skrzypczak (* 1943), Europameister im Boxen
- Jerzy Budnik (* 1951), polnischer Politiker
- Mirosław Bork (* 1956), polnischer Filmregisseur
- Dorota Masłowska (* 1983), polnische Schriftstellerin
- Emilia Smechowski (* 1983), deutsche Schriftstellerin, Redakteurin und Reporterin
- Johanna Kedzierski (* 1984), deutsche Leichtathletin
- Andreas Rojewski (* 1985), deutscher Handballspieler
- Marta Jeschke (* 1986), polnische Leichtathletin
- Paweł Poljański (* 1990), polnischer Radrennfahrer

### Persönlichkeiten, die in der Stadt gewirkt haben
- Jakob von Weiher (1609–1657), gründete 1643 die Stadt Weyersfrey (Weihersfrei)
- Matthäus Prätorius (* um 1635 vermutlich in Memel; † um 1704 in Weyherstadt), evangelischer Pfarrer, später katholischer Geistlicher, Historiker und Ethnograph
- Friedrich Gütte (1779–1843), wurde 1811 zum Bürgermeister gewählt, war seit 1819 Initiator der Gründung des Seebads Zoppot bei Danzig
- Stanislaus Maronski (1825–1907), Historiker, arbeitete von 1857 bis 1872 als Gymnasiallehrer in Neustadt
- Clara Quandt (1841–1919), deutsche Schriftstellerin, leitete ab 1869 in Neustadt eine private höhere Lehranstalt für Mädchen
- Paul Gottlieb Nipkow (1860–1940), deutscher Techniker und Erfinder, besuchte von 1880 bis 1882 das Königliche Gymnasium in Neustadt und begann hier mit praktischen Experimenten der Telefonie
- Ottomar Schreiber (1889–1955), deutscher Politiker und Landespräsident des Memellandes, wuchs in Neustadt auf
- Edmund Roszczynialski (1888–1939), polnischer Priester, Chronist und Gründer der Untergrundorganisation Polska Żyje („Polen lebt“)

### Ehrenbürger
- Tadeusz Gocłowski (1931–2016), Erzbischof von Danzig (2008)

## Landgemeinde Wejherowo
Die Landgemeinde Wejherowo, zu der die Stadt selbst nicht gehört, umfasst eine Fläche von 194,08 km² und hat 27.177 Einwohner (Stand 31. Dezember 2020).

### Denkmal und Massengräber
Ein zwölf Meter hohes Denkmal am nördlichen Gemeinderand in der Nähe von Wielka Piaśnica an der Hauptstraße zwischen Wejherowo und Krokowa erinnert an die Massaker von Piaśnica ab September 1939.